# HMS Inglefield (D02)
HMS Inglefield (D02) là chiếc dẫn đầu cho Lớp tàu khu trục I được Hải quân Hoàng gia Anh Quốc chế tạo trước Chiến tranh Thế giới thứ hai; nó là chiếc soái hạm khu trục cuối cùng được Hải quân Anh chế tạo cho mục đích này. Nó là chiếc tàu chiến duy nhất của Hải quân Hoàng gia được đặt tên theo vị Đô đốc lừng danh thế kỷ 19 Sir Edward Augustus Inglefield (1820-1894). Nó đã phục trong suốt chiến tranh cho đến khi bị một quả bom lượn Henschel Hs 293 phóng từ máy bay đánh chìm ngoài khơi Anzio, Ý, vào ngày 25 tháng 2 năm 1944.

## Thiết kế và chế tạo
Inglefield được đặt hàng vào ngày 14 tháng 11 năm 1935 cho hãng Cammell Laird tại Birkenhead trong Chương trình Chế tạo Hải quân 1935. Nó được đặt lườn vào ngày 29 tháng 4 năm 1936, được hạ thủy vào ngày 15 tháng 10 năm 1936 và nhập biên chế vào ngày 25 tháng 6 năm 1937.
Inglefield có trọng lượng choán nước tiêu chuẩn 1.544 tấn Anh (1.569 t), và lên đến 2.081 tấn Anh (2.114 t) khi đầy tải. Con tàu có chiều dài chung 337 foot (102,7 m), mạn thuyền rộng 34 foot (10,4 m) và chiều sâu của mớn nước là 12 foot 5 inch (3,8 m). Nó được cung cấp động lực bởi hai turbine hơi nước hộp số Parsons, dẫn động hai trục chân vịt, cung cấp một công suất tổng cộng 34.000 mã lực càng (25.000 kW) và cho phép có được tốc độ tối đa 36 hải lý trên giờ (67 km/h; 41 mph). Hơi nước được cung cấp cho các turbine bởi ba nồi hơi ống nước Admiralty 3 nồi. Nó mang theo tổng cộng 470 tấn Anh (480 t) dầu đốt, cho phép một tầm xa hoạt động 5.530 hải lý (10.240 km; 6.360 mi) khi di chuyển ở tốc độ đường trường 15 hải lý trên giờ (28 km/h; 17 mph). Thủy thủ đoàn của con tàu trong vai trò soái hạm của chi hạm đội khu trục, bao gồm 175 sĩ quan và thủy thủ trong thời chiến.
Con tàu được trang bị năm khẩu pháo QF 4,7 in (120 mm) Mk. IX 45-calibre trên các bệ nòng đơn. Cho mục đích phòng không, Inglefield có hai khẩu đội súng máy Vickers 0,5 inch (12,7 mm) Mk.I bốn nòng. Nó còn có hai dàn 5 ống phóng ngư lôi trên mặt nước dành cho ngư lôi 21 in (530 mm). Một đường ray thả mìn sâu cùng hai máy phóng được trang bị, và ban đầu có 30 quả mìn sâu được mang theo, nhưng được tăng lên 35 quả không lâu sau khi chiến tranh nổ ra.

## Lịch sử hoạt động
Khi chiến tranh nổ ra, Inglefield đang đảm nhiệm vai trò soái hạm của Chi hạm đội Khu trục 3 thuộc Hạm đội Địa Trung Hải và đặt căn cứ tại Malta. Tuy nhiên, nó nhanh chóng được điều về Hạm đội Nhà vào cuối tháng 9 năm 1939 để tuần tra tại khu vực Tiếp cận phía Tây. Nó đã hộ tống cho tàu sân bay Courageous, nhưng lại đang tách ra để trợ giúp sau một tín hiệu cấp cứu của chiếc SS Kafirstan khi Courageous bị tấn công và đánh chìm. Nó đã tìm kiếm một cách vô vọng tàu ngầm U boat U-83 đã đánh chìm Courageous. Một tháng sau, cùng với các tàu khu trục chị em HMS Ivanhoe và HMS Intrepid, nó đã đánh chìm tàu ngầm U-45 ngoài khơi bờ biển Tây Nam Ireland. Một lần nữa nó bị tàu ngầm đối phương đe dọa, khi chiếc U-18 bắn nhiều quả ngư lôi nhắm vào nó, nhưng tất cả đều trượt. Vài ngày sau cuộc tấn công này, nó được yêu cầu kéo chiếc tàu ngầm HMS Triad quay trở về Stavanger, sau khi chiếc này bị hư hại trong lúc tuần tra tại Bắc Hải. Nó lại đánh chìm một tàu ngầm U boat khác, chiếc U-63, vào đầu năm 1940 dưới sự giúp đỡ của các tàu khu trục HMS Imogen và HMS Narwhal; 24 thủy thủ Đức đã được cứu vớt.
Vào tháng 5 năm 1940, sau thất bại của lực lượng quân đội Anh tại Na Uy, Inglefield được huy động vào việc triệt thoái binh lính Anh khỏi thị trấn Åndalsnes của Na Uy. Đến tháng 6, nó hộ tống các tàu khu trục HMS Antelope và HMS Electra bị hư hại, vốn va chạm với nhau đang khi hộ tống cho tàu sân bay HMS Ark Royal trong chiến dịch không kích Trondheim, quay trở về cảng. Nó được bố trí đến Bắc Hải cùng với tàu khu trục HMS Zulu để hộ tống các tàu chiến-tuần dương HMS Renown và HMS Repulse trong một nỗ lực vô vọng nhằm truy tìm và tiêu diệt thiết giáp hạm Đức Scharnhorst. Người ta nhầm lẫn Scharnhorst là chiếc tàu tuần dương Deutschland, và Hải quân Hoàng gia đã thất bại trong một cố gắng lớn nhằm ngăn cản nó quay trở về một cảng Đức.
Có lẽ vai trò nổi tiếng nhất của nó là vào tháng 5 năm 1941, khi nó phục vụ trong thành phần hộ tống cho các thiết giáp hạm HMS King George V và HMS Rodney trong cuộc truy đuổi và đánh chìm thiết giáp hạm Đức Bismarck. Đến tháng 8, nó có mặt tại Scapa Flow cho chuyến viếng thăm thị sát của Vua George VI, đón Đức vua lên tàu cho chuyến đi xem xét nơi neo đậu và đưa trở về đất liền vào ngày 9 tháng 8.
Inglefield đã cùng với tàu sân bay HMS Victorious, và sau đó với HMS Argus, nằm trong thành phần hộ tống cho đoàn tàu vận tải đầu tiên đi sang Liên Xô. Nó thường xuyên đảm nhiệm vai trò hộ tống vận tải tại Bắc Cực do thường xuyên nằm trong biên chế Hạm đội Nhà, nhưng cũng được thường xuyên phái đi nơi khác cho các nhiệm vụ đặc biệt. Vào đầu năm 1942 nó hỗ trợ các hoạt động quấy phá của biệt kích tại bờ biển Na Uy, rồi cùng với HMS Intrepid bắn phá Florø, một chiến dịch đã đánh chìm ba tàu và gây hư hại các nhà máy trên bờ. Đến tháng 4 năm 1942, nó được bố trí đến khu vực Địa Trung Hải để hộ tống tàu sân bay USS Wasp của Hải quân Hoa Kỳ cho chuyến đi tăng viện máy bay đến Malta đang bị bao vây. Vào ngày 3 tháng 7 năm 1942, nó được cho tách khỏi nhiệm vụ vận tải Bắc Cực để tham gia truy tìm thiết giáp hạm Đức Tirpitz, vốn được cho là đã rời khỏi nơi neo đậu thường xuyên. Sang năm 1943, nó được điều khỏi nhiệm vụ vận tải Bắc Cực để bảo vệ các đoàn tàu vận tải vượt Đại Tây Dương, nhưng vẫn trải qua hầu hết thời gian tại vùng biển nhà.
Hoạt động đáng kể tiếp theo của Inglefield là vào tháng 7 năm 1943, khi nó tham gia cuộc đổ bộ lên Sicily. Nó là một trong số 18 tàu khu trục Anh, Hy Lạp và Ba Lan, vốn đã hợp cùng bốn tàu tuần dương Anh trong thành phần hộ tống cho các thiết giáp hạm Nelson, Rodney, Warspite và Valiant cùng các tàu sân bay bay Indomitable và Formidable trong biển Ionia. Nhiệm vụ chính của nó là tuần tra truy lùng tàu ngầm U boat và bắn phá các vị trí bờ biển đối phương. Trong suốt các chiến dịch tiếp theo tại Sicily, nó đặt căn cứ tại Malta. Khi Đồng Minh tiếp tục tấn công lên Ý, nó đã hỗ trợ cho cuộc đổ bộ lên Salerno theo cách tương tự. Sau khi các bãi đổ bộ được thiết lập, nó tham gia lực lượng hộ tống quay về vùng biển nhà, nhưng rồi lại được gửi đến khu vực Địa Trung Hải cho các chiến dịch tại Ý. Nó từng hộ tống cho chiếc tàu chiến-tuần dương Renown, với Thủ tướng Winston Churchill trên tàu, cho chuyến đi từ Algiers đến Alexandria.
Trong Chiến dịch Shingle vào đầu năm 1944, Inglefield thực hiện việc bắn phá nghi binh xuống Civitavecchia nhằm thu hút sự chú ý của lực lượng phe Trục khỏi mục tiêu chính là Anzio. Sau đó nó bắn phá con đường ven biển tại Formia trong hai ngày trước khi hỗ trợ lực lượng trên bờ tại Anzio. Nó hoạt động ngoài khơi Naples, vận chuyển tiếp liệu và binh lính tăng viện đến chiến trường, cũng như tiếp tục bắn pháo hỗ trợ và bắn phá các con đường duyên hải.
Vào ngày 15 tháng 2 năm 1944, Inglefield hộ tống một tàu chở đạn dược đi từ Naples đến Anzio. Sau đó nó chiếm lấy vị trí phòng thủ để bảo vệ khu vực neo đậu ngoài khơi Anzio, và đã ở trong vai trò này được mười ngày trước khi bị một quả bom lượn Henschel Hs 293 đánh trúng trực tiếp. Quả bom điều khiển bằng vô tuyến được thả từ một máy bay Đức trong một cuộc tấn công lúc chạng vạng, khiến con tàu bị đắm với tổn thất nhân mạng 35 thành viên thủy thủ đoàn tại tọa độ 41°26′B 12°38′Đ / 41,433°B 12,633°Đ. 157 người sống sót được cứu vớt và được đưa trở về Anh.